# 奧克格羅夫 (阿肯色州卡羅爾縣)
奧克格羅夫（英語：Oak Grove）是一個位於美國阿肯色州卡羅爾縣的市鎮。

## 地理
奧克格羅夫的座標為36°27′35″N 93°26′10″W / 36.45972°N 93.43611°W，而該地的平均海拔高度為412米（即1352英尺）。

## 人口
根據2020年美國人口普查的數據，奧克格羅夫的面積為7.15平方千米，當中陸地面積為7.15平方千米，而水域面積為0.00平方千米。當地共有人口386人，而人口密度為每平方千米53人。